# Osborne House
Osborne House è una ex residenza della famiglia reale britannica a Cowes, sull'isola di Wight, in Inghilterra.

## Storia

### L'originale Osborne House
La regina Vittoria ed il marito, il principe Alberto, acquistarono Osborne House sull'isola di Wight nell'ottobre del 1845. Erano alla ricerca di una casa lontana dalle fonti di stress della vita di corte. La Regina trascorse due periodi di vacanza sull'isola di Wight quando era una ragazza. La sistemazione della casa a tre piani in stile giorgiano già esistente piaceva molto alla Regina ed al Principe; in particolare, la vista del Solent che se ne poteva godere ricordava ad Alberto il golfo di Napoli. Divenne però ben presto ovvio che essa fosse troppo piccola per le loro necessità; demolire la casa e ricostruirla dalle fondamenta si rivelò la decisione più appropriata.

### La nuova Osborne House
La nuova Osborne House venne costruita nello stile del Rinascimento italiano e completata con due pseudo-torri campanarie tra il 1845 ed il 1851. Il principe Alberto stesso disegnò la casa assieme al costruttore Thomas Cubitt, l'architetto londinese la cui società costruì la facciata principale di Buckingham Palace. La vendita del Royal Pavilion a Brighton servì a fornire il denaro necessario per la maggior parte dei nuovi arredamenti della casa.

La casa consisteva in origine dell'ala quadrata conosciuta come The Pavilion, che ospitava le sale principali e gli appartamenti reali. Le stanze contenevano molti ricordi dei collegamenti dinastici di Vittoria con le altre famiglie reali d'Europa. La stanza del bilardo alloggiava un grande vaso in porcellana, dono dello Zar di Russia. La grandiosità di questa stanza, della sala da pranzo della regina e del salone dei ricevimenti del piano terra forma un grande contrasto con l'arredamento assai più semplice e senza pretese degli appartamenti reali al primo piano. Queste stanze sono composte dal guardaroba del Principe, dal salotto della Regina, la stanza da letto della regina e dalle stanze dei bambini; esse erano state progettate per l'uso privato domestico ed erano quindi il più confortevoli possibile. Sia la regina Vittoria che il principe Alberto erano determinati a crescere i propri figli nell'ambiente più affettuoso e naturale che la loro situazione permetteva, cosicché i bambini reali visitavano le stanze dei loro genitori mentre altri bambini di status similare vivevano in una maniera molto più distaccata.

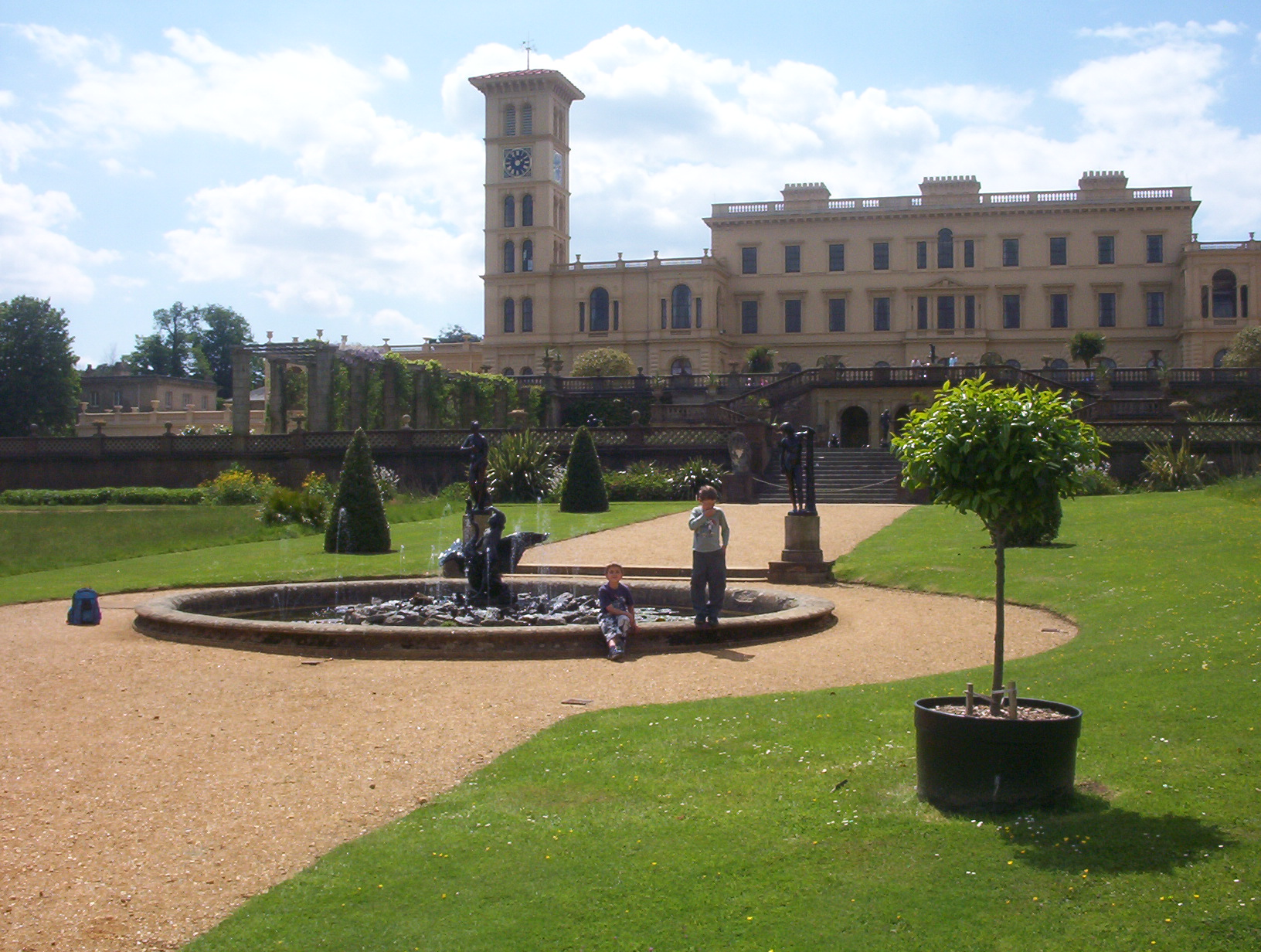
Veduta da Nord di Osborne House, sull'isola di Wight; la residenza ed i terreni che la circondano sono aperti al pubblico

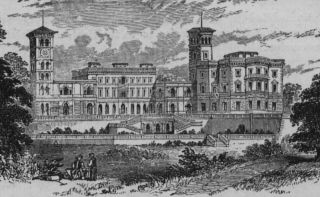
Osborne House all'epoca della sua costruzione

L'ala principale, contenente le camere della famiglia e le stanze per le udienze e le riunioni, fu aggiunta in un secondo momento. L'ultima aggiunta alla casa fu l'ala costruita tra il 1890 ed il 1891, la quale ospita la famosa Durbar Room al piano terra, nome derivante dalla versione anglicizzata della parola hindi darbar che significa "corte". La Durbar Room venne costruita per esigenze pubbliche e venne decorata da Bhai Ram Singh in uno stile elaborato e complesso, con un tappeto proveniente da Agra. In essa sono conservati i doni che la regina Vittoria ricevette ai giubilei d'oro e di diamante, tra i quali si trovano pezzi di argenteria incisi, vasi di rame, un'armatura indiana e persino il modello di un palazzo indiano. Il primo piano della nuova sezione venne riservato unicamente all'uso della principessa Beatrice e della sua famiglia; Beatrice era la figlia più giovane della Regina e le rimase sempre accanto.
I collegamenti di Osborne House con l'India comprendono anche una collezione di ritratti di personaggi e scene indiane, dipinti su richiesta della regina Vittoria da Rudolf Swoboda. Vi sono sia descrizioni di indiani residenti o in visita in Gran Bretagna nel XIX secolo e scene dipinte in India, dove il pittore si recò proprio per questo scopo.
Al momento della sua costruzione, Osborne House divenne la cosa più simile ad una normale casa che i figli della regina Vittoria e del principe Alberto potessero conoscere.

### Ilcottagesvizzero
La proprietà di Osborne House comprende anche uno chalet svizzero; esso venne smontato e portato pezzo per pezzo dalla Svizzera ad Osborne dove venne riassemblato. Fu questo il regalo che la regina Vittoria, nel giorno del suo compleanno del 1854, fece ai suoi bambini. I bambini della famiglia reale erano incoraggiati a giocare in giardino; ad ognuno di essi venne assegnato un lotto rettangolare di terreno dove coltivare frutta, verdura e fiori; prodotti che avrebbero poi venduto al loro padre. Il principe Alberto usò questo metodo per insegnar loro le basi dell'economia; i bambini impararono inoltre a cucinare all'interno del cottage svizzero, che venne infatti equipaggiato con una cucina perfettamente funzionante. Entrambi i genitori ritenevano infatti che questo genere di educazione fosse un modo per mantenere i loro figli con i piedi saldamente per terra, malgrado il loro status sociale. Mentre i bambini cucinavano nelle cucine, la regina Vittoria soleva approfittare della semplicità e tranquillità del cottage per sbrigare la propria corrispondenza personale.

### La casa della famiglia
Osborne House fu una vera e propria casa per la famiglia reale, la quale vi rimaneva per lunghi periodi ogni anno: in primavera per il compleanno di Vittoria in maggio, in luglio ed agosto per celebrare il compleanno di Alberto ed anche appena prima di Natale. La regina Vittoria ed il principe Alberto consentirono a fotografi e pittori di ritrarre la loro famiglia in casa e sui terreni che la circondavano, in parte per il loro proprio divertimento, ma anche come una forma di propaganda nei confronti della nazione per mostrare quanto essi fossero una famiglia felice e devota. Molte migliaia di stampe della famiglia reale vennero vendute e questo spinse Vittoria ad osservare, «Nessun Sovrano è mai stato amato più di me (sono abbastanza audace da dirlo).» Nel 1858, scrivendo alla propria figlia Vittoria a proposito della malinconia del castello di Windsor, la Regina affermò, «Non vedo l'ora di tornare alle nostre allegre e poco pretenziose stanze ad Osborne.»

### La morte del principe Alberto
Sfortunatamente l'idillio domestico a Osborne non sarebbe continuato a lungo. Nel dicembre 1861 il principe Alberto morì al castello di Windsor. A dispetto della morte del marito, Osborne House continuò ad essere una delle residenze preferite della regina Vittoria, la quale nella sua vedovanza entrò in un lutto impenetrabile. Si ritirò con le sue memorie a Windsor e ad Osborne. Gli appartamenti reali privati vennero a tutti gli effetti sigillati in una capsula del tempo con ogni cosa preservata come se Alberto fosse ancora in vita; la routine domestica continuò infatti come se il Principe non fosse nemmeno morto, addirittura fino a far preparare ogni giorno i suoi indumenti ed accessori per rasarsi.
Guglielmo Marconi trasmise alcuni dei suoi primi messaggi radio a Vittoria ad Osborne per tenerla al corrente dello stato di salute del figlio Edoardo, quando egli si trovava gravemente ammalato a Sandringham.

### La morte della regina Vittoria
La regina Vittoria morì ad Osborne il 22 gennaio 1901 con due generazioni della sua famiglia riunite attorno a lei; tra gli ammiratori dell'edificio sono da includere il nipote della Regina, il kaiser Guglielmo II, tra le cui braccia ella morì. Benché Vittoria l'avesse amata molto, Osborne aveva poche attrattive per i suoi figli; il testamento della Regina lasciò precise istruzioni affinché Osborne restasse all'interno della famiglia, ma visto che nessuno la voleva il nuovo re Edoardo VII la donò alla nazione. Ad eccezione delle principesse Beatrice e Luisa che mantennero delle case nella tenuta, il resto della famiglia reale considerava Osborne quasi un elefante bianco. Il nuovo re aveva il suo proprio ritiro rurale a Sandringham House e preferiva passare il suo tempo libero andando a caccia o a cavallo piuttosto che restar recluso su un'isola. Venne quindi concesso al pubblico di visitare gli ex appartamenti statali, ma le stanze private vennero chiuse.

## Casa di convalescenza
Le ali di Osborne House che non facevano parte del Pavilion furono usate come casa di convalescenza per ufficiali durante la prima guerra mondiale – Robert Graves e A. A. Milne furono due famosi pazienti. Conosciuta come la "Casa di Soggiorno per Ufficiali, Re Edoardo VII", ospitava convalescenti del servizio militare o funzionari pubblici; fino agli anni novanta ha invece accolto ufficiali in congedo del British Armed Service.

## College della Marina

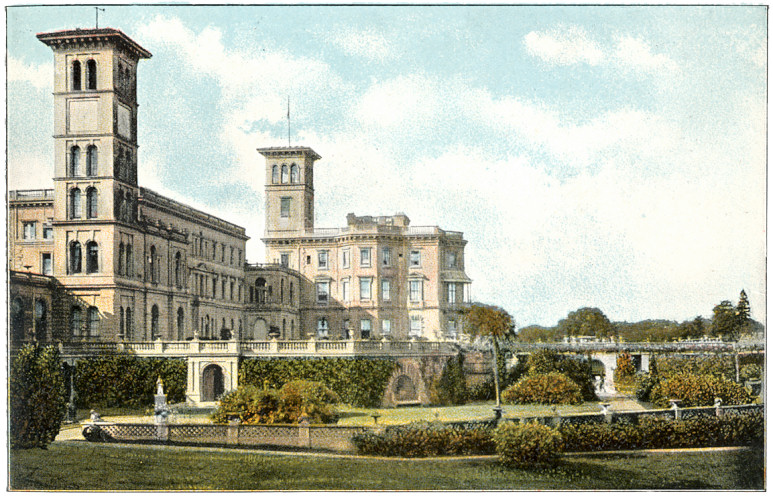
Veduta di Osborne House dai prati meridionali della tenuta in una stampa del 1910

Nel 1903 parte della tenuta divenne un college per l'addestramento dei giovani ufficiali della Royal Navy conosciuto come Royal Naval College, Osborne. L'addestramento iniziale cominciava all'età di tredici anni e gli studi successivi proseguivano al Royal Naval College, Dartmouth. Il college chiuse nel 1921 quando gli ultimi studenti lo lasciarono il 9 aprile.
Tra gli studenti si possono ricordare i bisnipoti della regina Vittoria, i futuri re Edoardo VIII e Giorgio VI ed il loro fratello più giovane Giorgio, duca di Kent. Un altro famoso alunno del college fu Jack Llewelyn Davies, uno dei cinque ragazzi Llewelyn Davies che ispirarono il romanzo Peter Pan di J. M. Barrie. Davies – i cui fratelli andarono tutti a Eton – descrisse i suoi cinque anni a Osborne come orrendi. Il caso di George Archer-Shee del 1908, che venne espulso da Osborne per essere stato accusato falsamente di aver rubato un vaglia postale di cinque scellini, ispirò la commedia The Winslow Boy.

## Seconda Guerra Mondiale
Adolf Hitler, pensando che Osborne House sarebbe potuto diventare uno dei suoi ritiri post-bellici, diede ordini affinché la tenuta di Osborne non venisse bombardata durante la seconda guerra mondiale.

## Osborne dal ventesimo secolo
Immediatamente dopo la morte della regina Vittoria, gli appartamenti reali del piano superiore dell'ala del Padilion vennero trasformati in un museo privato per il solo uso della famiglia reale. Essi rimasero esattamente come li aveva lasciati. Parte del piano terra venne aperta al pubblico nei primi anni del XX secolo e nel 1954 la stanza da letto di Vittoria e le altre camere private poterono essere viste dal pubblico per la prima volta, seguite poi dalle stanze dei bambini nel 1989. La casa è stata riportata all'antico splendore come il palazzo d'estate della regina imperatrice.

## English Heritage

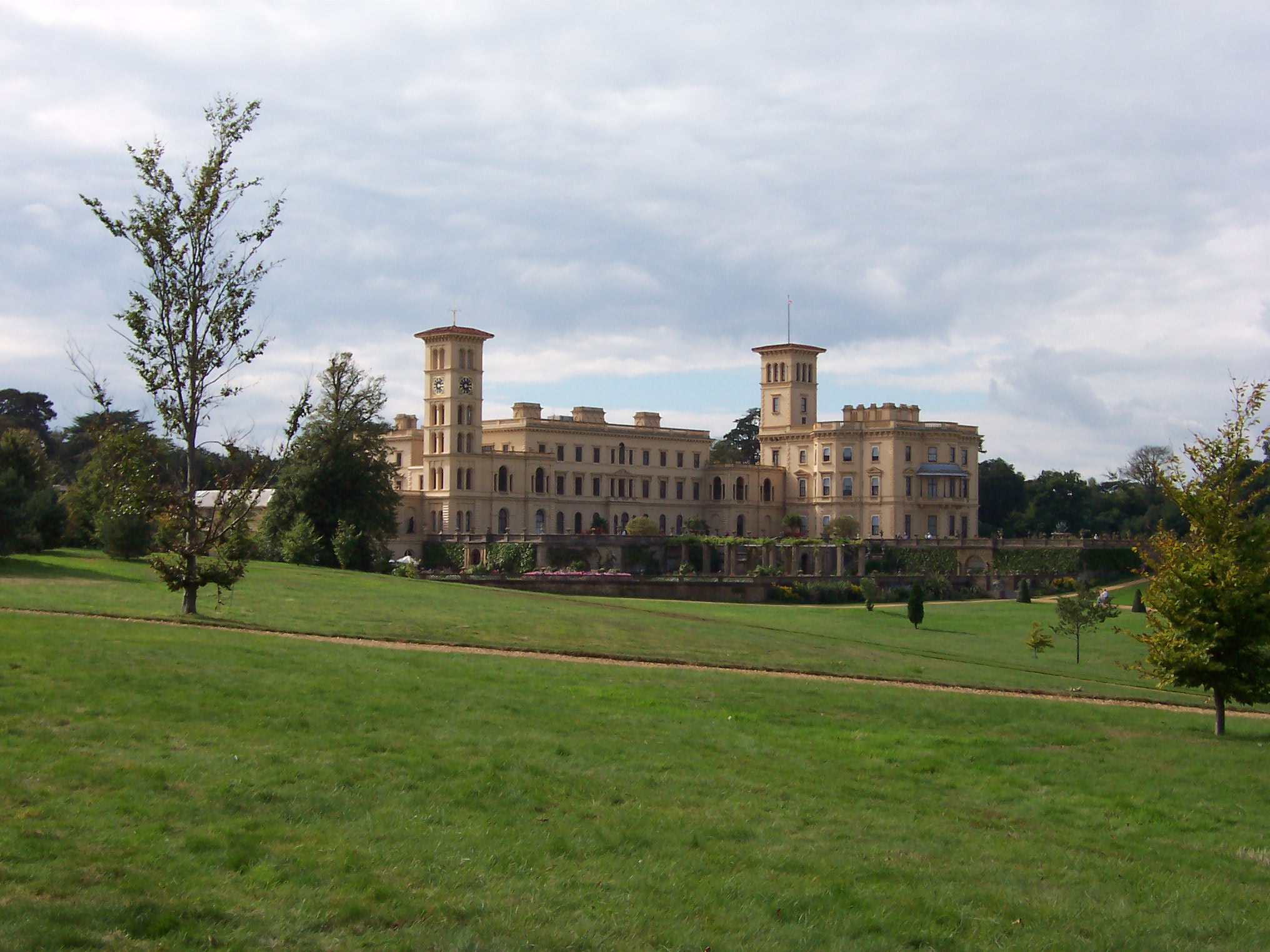
Osborne House vista dal sentiero che conduce al cottage svizzero

Osborne House è gestito  dall'English Heritage, l'ente inglese per la conservazione dei beni artistici e naturali, ed è aperta al pubblico dalla primavera all'autunno. 
L'ex padiglione del cricket del college della Marina è stato convertito in una casetta per le vacanze nel 2004 e può essere prenotata da chiunque; gli ospiti che pernottano nel cottage hanno anche il diritto di usare la spiaggia privata della tenuta di Osborne.